# Volucella trifasciata
Volucella trifasciata är en tvåvingeart som beskrevs av Christian Rudolph Wilhelm Wiedemann 1830. Volucella trifasciata ingår i släktet humleblomflugor, och familjen blomflugor. Inga underarter finns listade i Catalogue of Life.